# Armoiries du Groenland
 (juin 2013).
Si vous disposez d'ouvrages ou d'articles de référence ou si vous connaissez des sites web de qualité traitant du thème abordé ici, merci de compléter l'article en donnant les références utiles à sa vérifiabilité et en les liant à la section « Notes et références ».
Le blason du Groenland fut approuvé officiellement le 1er mai 1989. On peut y voir, sur un champ d'azur un ours polaire d'argent armé et lampassé du même métal. Il se blasonne : « d'azur à l'ours d'argent armé et lampassé du même ».

Le blason du Groenland figure dans celui des souverains danois depuis 1666.